# Pratt & Whitney R-2800 Double Wasp
El Pratt & Whitney R-2800 Double Wasp va ser un motor radial d'aviació emprat en moltes aeronaus dels Estats Units durant la Segona Guerra Mundial.

## Especificacions (R-2800-54)
Segons: FAA TCDS
- Tipus: Motor alternatiu radial amb 18 cilindres (2 fileres de 9) i sistema d'injecció d'aigua
- Diàmetre del cilindres: 5,75 polzades (146,05 mm)
- Cursa: 6 polzades (152.4 mm)
- Cilindrada total: 2.804.5 polzades³ (45,96 L)
- Longitud: 81.4 in (2.068 mm)
- Diàmetre: 52.8 in (1.342 mm)
- Pes: 2.360 lliures (1.073 kg)
- Combustible: gasolina de 100/130 octans
- Refrigeració: per aire
- Potència: 2.100 cv (1.567 kW) @ 2.700 rpm